# Тингсрюд
Тингсрюд (на шведски: Tingsryd) е град в лен Крунубери, южна Швеция. Главен административен център на едноименната община Тингсрюд. Намира се на около 360 km на юг от столицата Стокхолм. Има крайна жп гара. Населението на града е 3037 жители според данни от преброяването през 2010 г.

## Побратимени градове
- Линдстрьом, Минесота, САЩ